# Guðrún Bjarnadóttir
Guðrún María Bjarnadóttir hay Gudrun Maria Bjarnadottir (sinh 11 tháng 12 năm 1942), người Iceland, đăng quang Hoa hậu Quốc tế năm 1963, khi cuộc thi còn được biết dưới tên gọi "Vẻ đẹp Quốc tế năm 1963" và tổ chức tại Long BeachCalifornia, Hoa Kỳ.
Đến từ Keflavík, bà chiến thắng cuộc thi nói trên năm 20 tuổi. Trước đó không lâu, bà tham gia cuộc thi hoa hậu Liên Hợp Quốc tại Palma de Mallorca, Tây Ban Nha và xếp thứ 5 chung cuộc .
Sau khi mãn nhiệm kỳ hoa hậu, bà theo đuổi sự nghiệp diễn xuất cho đến tận bây giờ.